# Bruno Sommerfeld

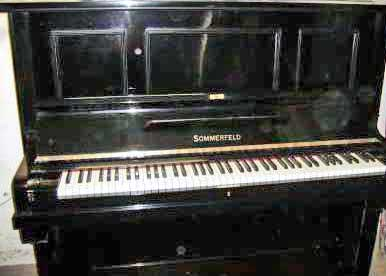
Pianino Sommerfeld

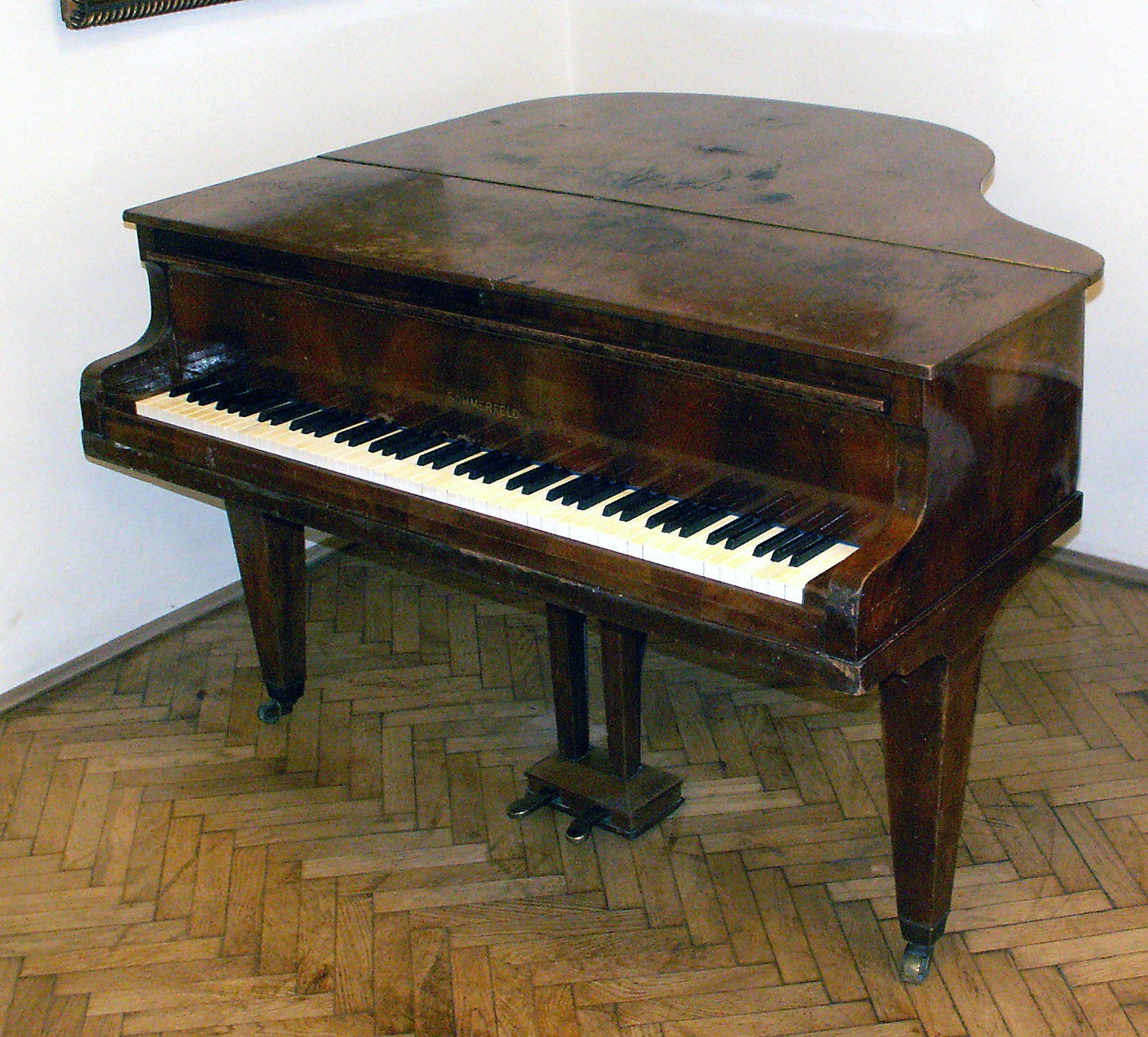
Fortepian Sommerfeld

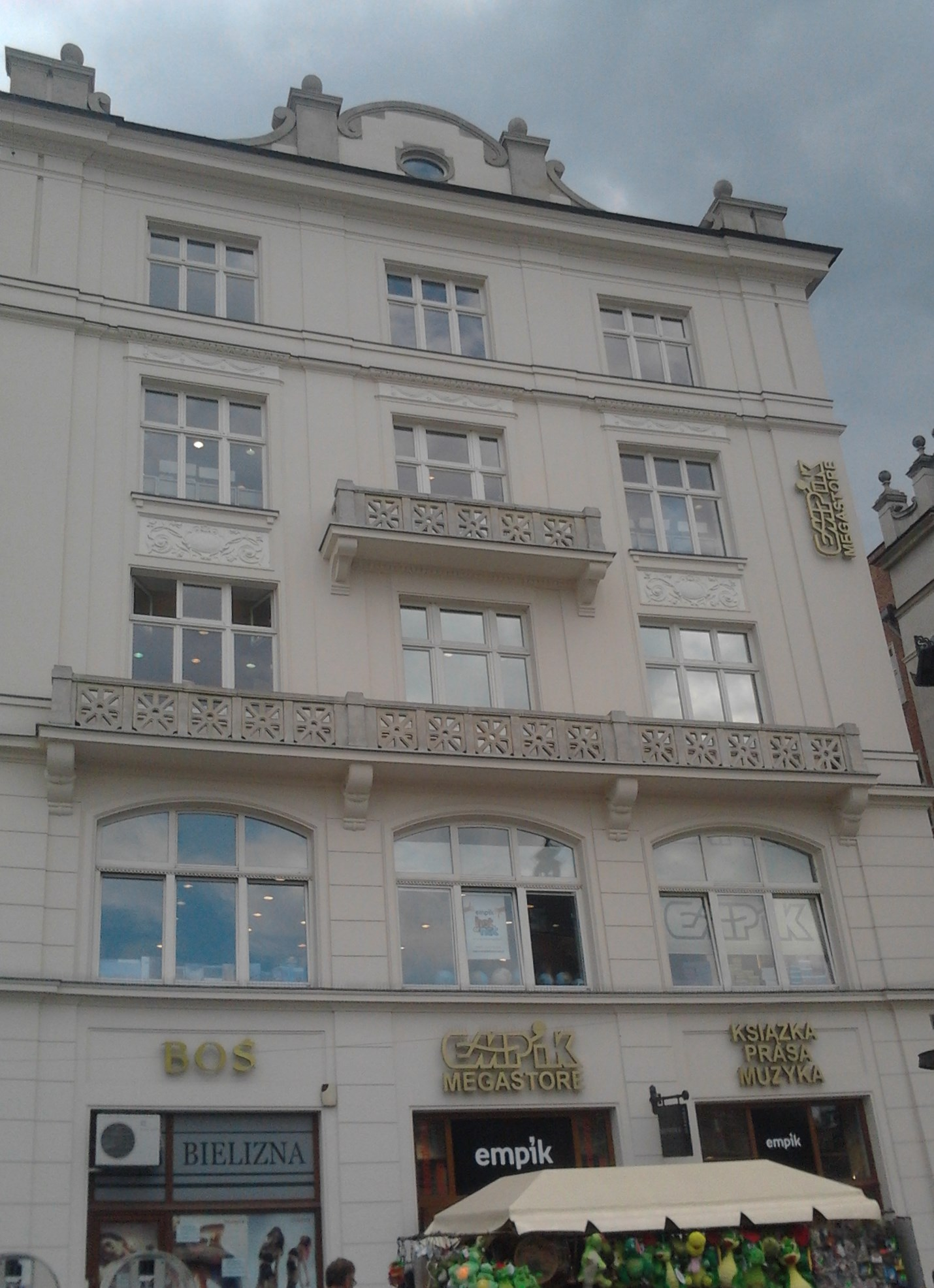
Na pierwszym piętrze tej kamienicy znajdującej się na rynku w Krakowie w latach 30. XX wieku mieściła się filia wytwórni Sommerfelda

Bruno Sommerfeld – fortepianmistrz, w latach 1905–1942 prowadził fabrykę i skład fortepianów w Bydgoszczy, ul. Elisabethstr. 47a i 56, w latach międzywojennych ze składem ul. Śniadeckich 56/2 i ul. Promenada 2, oraz fabryką ul. Pomorska, przeniesioną w 1925 na ul. Gdańską 102, przejściowo 1921–22 pod firmą Bracia Sommerfeld (wraz z Ernestem Sommerfeldem).
Członek Zrzeszenia Przemysłu i Handlu Muzycznego oraz Związku Fabrykantów w Bydgoszczy. Większą produkcję rozpoczął po 1920. Po 1930 firma miała oddziały w Poznaniu, Warszawie, Katowicach, Krakowie, Gdańsku i eksportowała (po 1935) swoje krótkie fortepiany gabinetowe (tzw. Baby Grand, długość 138 cm, szerokość 147, 7 ¼ oktawy) do Anglii, Holandii, Francji, Argentyny, Palestyny i na Cejlon.
Fabryka w latach 1929–1930 zatrudniała ok. 200 pracowników. Pracowały tu dwa silniki spalinowe 60 KM, cztery prądnice 46 KM, dwadzieścia dwa silniki elektryczne 34,75 KW, zatrudniano 134 pracowników, 5 technicznych, sześciu urzędników (w 1934 r. 56 pracowników, 3 technicznych, 12 urzędników).

## Nagrody na wystawach
- 1927 - złote medale na Polskiej Wystawie Wodnej w Bydgoszczy i Wystawie Hotelowej w Poznaniu,Grand Prix w Paryżu
- 1928 - dyplom honorowy w Gdańsku, duży medal złoty w Rogoźnie, złoty medal w Katowicach, duży medal srebrny w Wilnie.

## Opinie o instrumentach Sommerfelda
- Z wielką przyjemnością zapoznałem się z pianinami polskiego wyrobu marki Sommerfeld z Bydgoszczy. Pianina te posiadają ton pełny i szlachetny a mechanizm jest zupełnie zadowalający. Zasługują więc na poparcie szerokich sfer polskiego społeczeństwa.Artur Rubinstein
- Po zwiedzeniu fabryki firmy Sommerfeld w Bydgoszczy w dniu 18 marca 1930 roku stwierdzam z największą przyjemnością, że pianina tej firmy mają piękny i szlachetny ton, we wszystkich oktawach wyrównany, mechanike precyzyjną, wewnętrzną konstrukcję solidną i nie ustępują pianinom firm zagranicznych. Feliks Nowowiejski

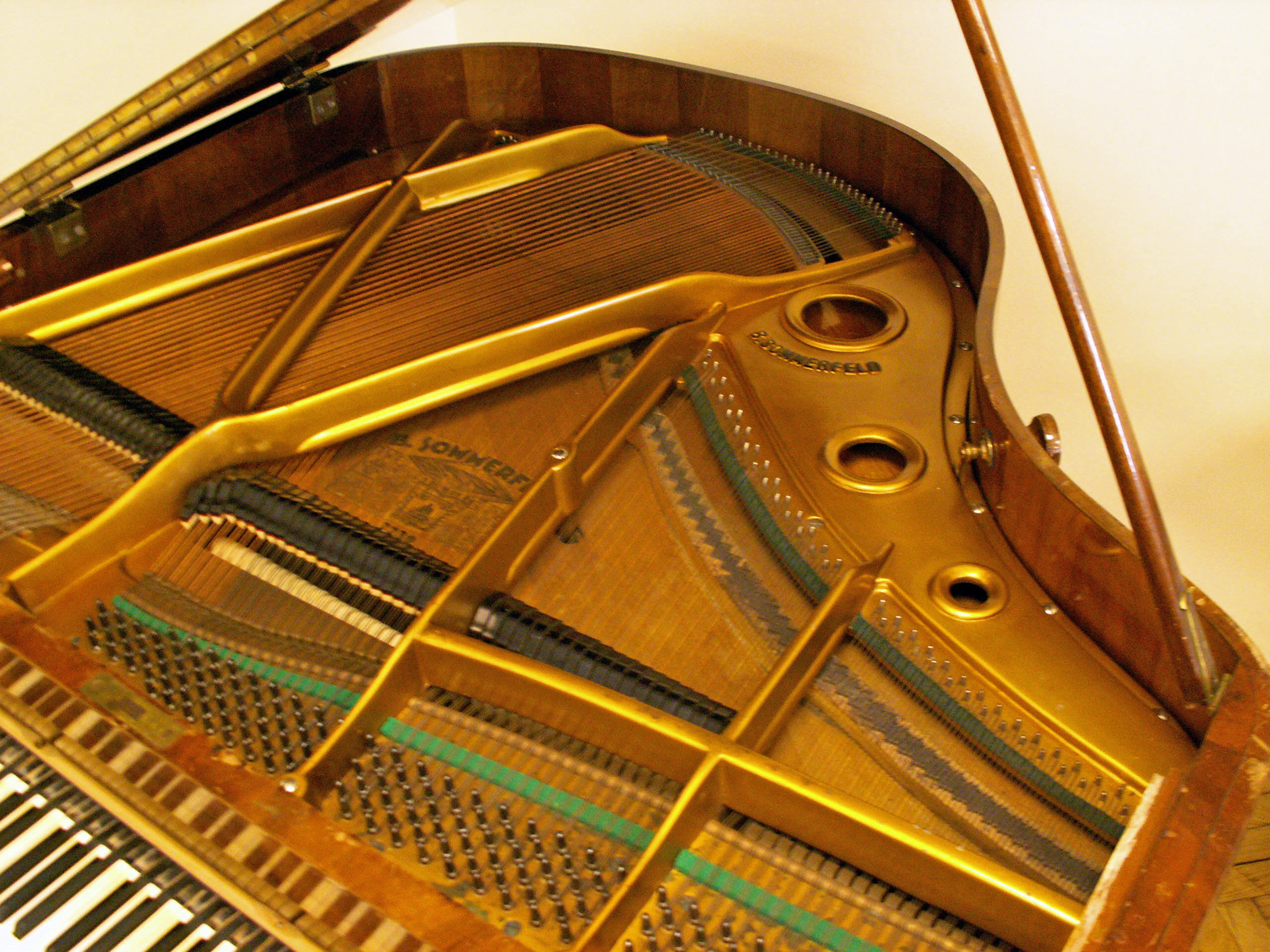
Wnętrze fortepianu Sommerfeld
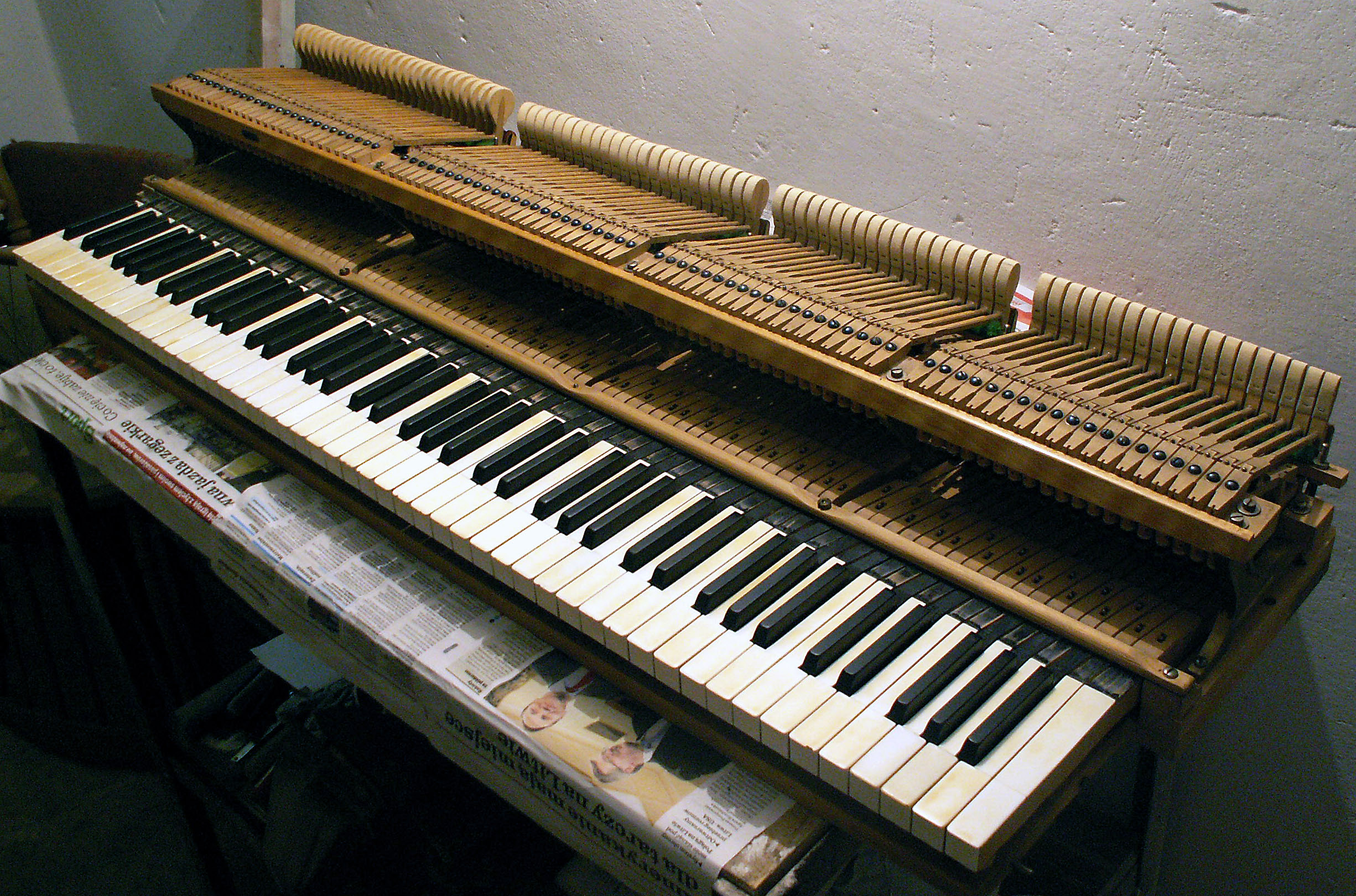
Mechanizm o podwójnej repetycji fortepianu Sommerfeld
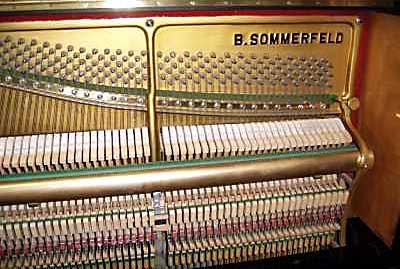
Wnętrze pianina Sommerfeld

Na podstawie książki B. Vogla "Historia muzyki polskiej" tom X "Fortepian polski"